# 필로포이멘

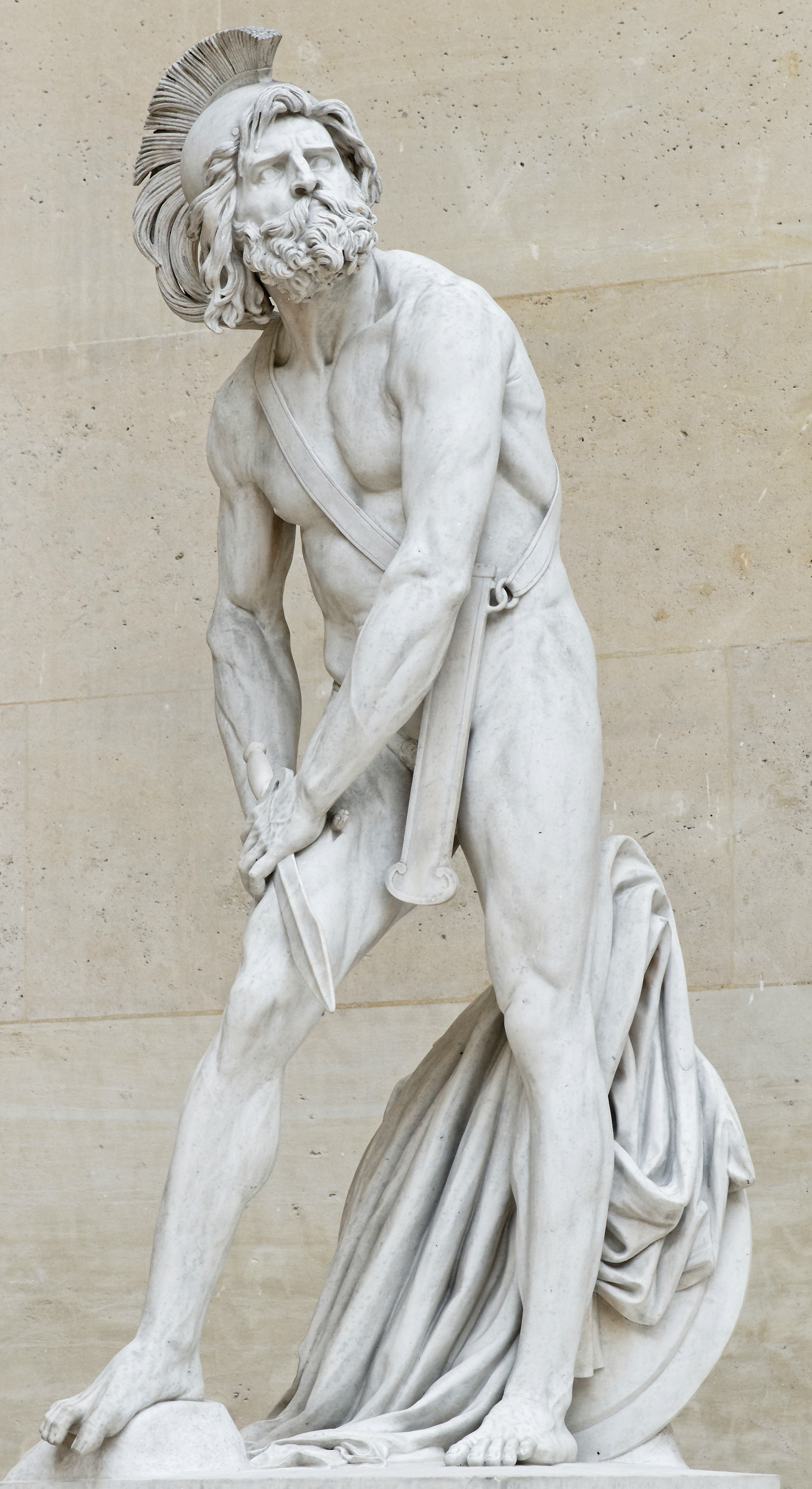
다비드 당제가 제작한 조각품인 필로포이멘, 1837년, 루브르 박물관 소장

필로포이멘(고대 그리스어: Φιλοποίμην, Philopoemen, 기원전 253년 ~ 기원전 183년)은 아카디아 메갈로폴리스의 정치가, 장군이며, 아카이아 동맹의 지도자이다. 기원전 209년 스트라테고스(장군직)를 지명받은 이래로 그는 여덟 차례 아카이아 동맹의 스트라테고스를 지냈고, 아카이아 동맹 강화에 기여하였으며, 아카이아 동맹에 펠로폰네소스반도의 패권을 가져왔다. 그 이후 고대 그리스는 이렇다 할 인물을 배출하지 못했다고 파악한 무명의 로마인은 그를 ‘최후의 그리스인’이라고 칭하기도 했다.

## 어린 시절
필로포이멘의 아버지 크라우기스는 필로포이멘이 어려서 사망했다. 때문에 그는 한때 아버지에게서 도움을 받았던 친구 클레안더에 의해 길러졌다. 필로포이멘은 아카데메이아 학파의 철학자 에쿠데모스와 데모파네스에게 교육을 받았다. 시키온, 키레네의 참주를 타도하는 등 민주제를 신봉하고 있던 이 스승들에 의해 필로포이멘은 민주제 정신을 다지게 된다. 필로포이멘은 기원전 4세기 테바이의 명장 에파메이논다스를 본보기로 삼았고, 그 고결함을 본받아 사치를 자제하고, 검소한 옷을 입었으며 국가에 충실하게 봉사했다. 그러나 필로포이멘은 공격적이고, 호전적이며, 게다가 격정적인 기질이었기 때문에, 에파메이논다스의 온화함을 따라할 수는 없었다.

## 클레오메네스 전쟁
기원전 223년 스파르타의 왕 클레오메네스 3세가 일으킨 클레오메네스 전쟁에서 메갈로폴리스가 점령되었다. 필로포이멘은 제1선에서 도시를 방어하는데 앞장섰다. 전투 중 그는 말을 잃고, 부상을 당했음에도 불구하고, 남아서 전투가 끝날 때까지 싸웠다. 그의 결사항전은 시민들이 메세니아까지 피난할 후퇴할 충분한 시간을 벌어주기 위함이었다. 클레오메네스는 사자를 메세니아에 보내 메갈로폴리스가 아카이아 동맹을 탈퇴하고, 스파르타의 아군이 된다면 메갈로폴리스 사람들에게 도시를 반환하겠다는 관대한 제안을 했다. 그러나 필로포이멘은 완강히 반대를 하면서, 사자를 쫓아버렸다. 분노한 클레오메네스는 메갈로폴리스를 약탈하고, 파괴한 뒤 떠났다.
클레오메네스 전쟁에 참가한 마케도니아의 안티고노스 3세는 아카이아 인을 비롯한 연합군을 이끌고 클레오메네스가 이끄는 스파르타 군과 기원전 222년에 〈셀라시아 전투〉에서 격돌했다. 이때 아카이아 민병 부대를 이끈 필로포이멘은 일리리아 부대 옆에 배치되었다. 일리리아는 성급하게 클레오메네스 동생 에우클레이다스의 부대를 공격했다. 에우클레이다스는 용병 부대를 일리리아 뒤로 보내 포위를 공격하게 하자 일리리아는 반대로 궁지에 빠졌다. 이때 필로포이멘이 지휘관에게 이러한 사실을 알렸지만, 풋내기라고 멸시하며 이야기를 들어주지 않았다. 따라서 그는 휘하의 시민 부대를 이끌고 정면의 적을 공격하였고, 이것이 실마리가 되어 에우클레이다스 부대를 괴멸시킬 수 있게 되었다. 이 전공으로 필로포이멘은 일약 용감한 명성을 떨쳤고, 그의 활약상은 안티고노스의 눈에도 들었다. 안티고노스는 필로포이멘을 포섭하려 했지만, 거절당했다. 한편, 이 전투에서 결정적인 패배를 당한 클레오메네스는 이집트로 망명을 했고, 스파르타는 패배했다.

## 크레타 기병대장
기원전 221년, 필로포이멘은 전쟁 중인 크레타에서 용병 대장으로 싸웠다. 10년 후 귀국에 즈음하여 그는 아카이아 동맹의 기병대 지휘관으로 임명되었다. 당시 아카이아의 기병들은 약했기 때문에 그는 기병을 용맹하게 단련했다. 같은 해에 제1차 마케도니아 전쟁과 연관된 전투에서 필로포이멘이 이끄는 아카이아 군은 엘리스의 경계에 있는 라리사 강에서 아이톨리아, 엘리스 연합군과 싸워 물리치고, 적장 다모판투스와 직접 맞서서 물리치고 승리를 거두었다. 이 승리로 필로포이멘의 명성은 그리스에 널리 퍼졌으며, 또한 그는 아카이아 동맹의 보병 장비를 개혁했다. 그때까지 아카이아 군의 장비는 짧은 창과 가볍게 얇은 타원형 방패였으며, 이것은 원거리 전투에서는 유리하지만, 백병전에서는 불리하여 쉽게 전열이 돌파되고 있었다. 그는 팔랑크스의 밀집대형을 형성할 형편이 좋은 장창과 둥근방패로 바꾸었다.

## 크레타 참주와의 전투
기원전 207년 스파르타의 참주 마카니다스가 이끄는 스파르타 군이 만티네이아를 공격했을 때, 필로포이멘은 아카이아 군을 이끌고 가서 전투를 벌였다. (만티네이아 전투) 이 전투에서 필로포이멘은 일기토로 적장 마카니다스를 토벌하고 승리를 거두었다.
마카니다스의 사후 스파르타의 지배자가 된 나비스는 스파르타의 세력 확대를 노리고 있다. 기원전 205년, 마케도니아의 필리포스 5세가 〈포이니케 조약〉으로 제1차 마케도니아 전쟁을 끝낸 후 나비스는 아카이아 동맹을 상대로 전쟁을 일으켰다. 그러나 필로포이멘은 메세네에서 나비스를 물리칠 수 있었다.
필로포이멘은 기원전 201년과 기원전 199년 사이에 아카이아 동맹의 스트라테고스(장군직)로 임명되었다.
기원전 201년 나비스는 메세네를 야습하여 점령했다. 필로포이멘은 아카이아 군의 총사령관 리시포스에 메세네를 구원하자고 건의했지만, 수용되지 않았기 때문에 그를 따르는 시민을 이끌고 그곳으로 향했다. 이것을 알게 된 나비스는 즉시 메세네에서 철수하였다.
기원전 199년, 스트라테고스의 임기가 만료되면서 필로포이멘은 다시 크레타로 돌아가 용병군을 이끌면서, 코르티나를 도왔다. 이때는 나비스와 전쟁 중이었기 때문에 그의 행동은 메갈로폴리스의 분노를 사서 추방당할 뻔했다. 결과적으로 무죄가 되었고, 그는 크레타에서 귀국했다. 그때 그리스 본토에서 스파르타와 로마 사이에 전쟁이 벌어지고 있었다. 기원전 193년에 스트라테고스에 임명된 필로포이멘은 스파르타와 해전을 치루었지만, 생소했던 경험으로 인해 패배를 당했다. 하지만 그때 그는 육지에 올라가면 적의 진영을 불태우고 수많은 적병을 죽이는 활약을 보였다. 그 후, 나비스가 매복을 하여 그를 기습하였지만, 지형에 따라 교묘하게 대열을 바꾼 필로포이멘은 나비스를 역공을 가했다.

## 스파르타의 복종
로마와 강화를 맺은 나비스는 기원전 192년에 아카이아와 로마에 대항하기 위해 아이톨리아에 원군을 요청했다. 아이톨리아는 알렉사메누스의 지휘 하에 1000기의 기병을 파병했다. 그러나, 아이톨리아 병력은 나비스를 살해하고, 스파르타를 잠정적으로 점령했다. 아이톨리아 병력은 궁을 점령하고, 도시를 약탈했다. 그러나 스파르타 시민들의 저항으로 퇴각을 했다.
필로포이멘은 이 틈을 이용하여 군대를 이끌고 스파르타를 기습하여 스파르타를 아카이아 동맹에 가입시켰다.
스파르타의 동맹 가입은 얘기치 않은 여러 문제를 야기했다. 다년간 스파르타를 지배해 왔던 사회 혁명 정권에 의해 추방된 모든 스파르타인들을 어떻게 다루어야 한 지에 대한 문제가 제기되었다. 필로포이멘은 동맹 가입을 지지하는 스파르타인들만 복귀시키길 원했다. 이것은 전통적 스파르타인의 관심사에 대해 타협하지 않는 적대관계를 채택한 것을 의미했다.
기원전 191년, 필로포이멘의 차기 스트라테고스인 디오파네스가 반란의 기미가 있다고 스파르타를 공격하자고 제안했다. 필로포이멘은 로마와 슈리아가 그리스에서 창을 맞대고 있을 때 섣부른 행동을 해서는 안 된다고 충고했다. 그러나 디오화네스는 충고를 듣지 않고 티투스 퀸크티우스 플라미니누스가 이끄는 로마군과 함께 스파르타를 침공했다. 자신의 의견을 무시한 것에 성난 필로포이멘은 단신으로 스파르타에 가서, 디오파네스와 플라미니누스에 대항하여 스파르타의 성문을 닫았다.
그러나 사후 필로포이멘은 스파르타의 처리를 지극히 엄하게 했다. 기원전 188년에 일부 스파르타 인들이 적대 행동을 하자, 필로포이멘은 스파르타인 다수(아리스토 크라테스에 따르면 350명, 폴리비오스에 따르면 80명)를 처형하고 도시를 둘러싼 성벽을 파괴했으며, 스파르타의 영토의 일부를 메갈로폴리스에 남기고, 시민 3000명을 노예로 팔았다. 이때 그는 많은 사람들을 추방한 대신, 과거 추방되었던 아카이아 동맹에 협력적인 스파르타 인들을 불러들였다. 또한 리쿠르고스가 제정한 법 제도를 폐지하고, 아카이아 식 제도와 교육을 강요했다.

## 최후

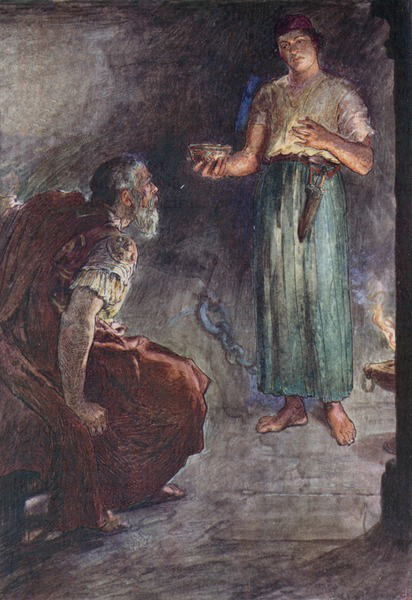
필로포이멘의 최후, 1910년 런던, 윌리엄 레이니 그림

그리스에서 안티오코스 3세를 물리친 로마의 권세는 대단했다. 그러나 필로포이멘은 아카이아 동맹이 로마를 대적할 수 있다고 끝까지 믿었다. 그가 추방한 스파르타 인의 귀국을 로마가 막자 이번에는 로마에 적대했다.
기원전 183년, 필로포이멘이 나이 70에 도달했을 무렵, 디노크라테스의 주도로 메세네에서 반 아카이아 동맹의 반란이 일어났다. 디노크라테스는 코로니스라는 마을을 공격하려고 했다. 아르고스에 반란 소식을 접한 필로포이멘은 하루 만에 메갈로폴리스로 급히 가서 기병 부대를 이끌고 출격했다. 그는 에우안도로스라는 언덕 근처에서 디노노크라테스와 전투를 벌여 패주를 시켰지만 새로운 적 방력 500명이 왔다. 따라서 포위되는 것을 두려워했던 필로포이멘은 철수했지만, 낙마하여 메세니아 인들에게 포로로 잡히게 된다.
투옥된 필로포이멘은 독을 마시도록 강요받았다. 당시 이것은 명예로운 죽음의 방법으로 간주되었다. 그는 부하 장군인 리코르타스의 안부를 묻고, 그가 도망갔다는 말을 듣고는 "당신은 좋은 소식을 알려 주었다. 우리는 전혀 불행하지 않은 것 같다"라는 말을 남기고 독을 마셨다.
필리포이멘의 죽음에 대한 소식을 듣고, 아카이아 동맹은 보복을 위해 군사를 일으켰다. 리코르타스의 지휘 아래 메세니아를 공격했으며, 디노크라테스는 자살했다.
필로포이멘은 화장되어 그 유골은 메갈로폴리스까지 마치 승리한 개선자처럼 옮겨졌으며, 리코르타스의 아들로 나중에 역사가가 되어 필로포이멘의 활약을 후세에 남겼던 폴리비오스가 그 곁을 지켰다.